# گرم‌آباد (مرودشت)
گرم‌آباد نام روستایی کهن در ۳۰ کیلومتری شمال شهرستان مرودشت است که در فاصله‌ای نزدیک به ۸۰ کیلومتر در شمال شیراز قرار دارد. این روستا دارای مزارع سرسبز گندم و ذرت است. شغل بیشتر اهالی گرم‌آباد کشاورزی و دامداری است. جمعیت گرم‌آباد برابر آخرین آمار (سال ۱۳۹۵) ۳۰۲۰ نفر بوده‌است.
در تاریخ ۱۴۰۰/۰۴/۰۵ بر اساس مصوبه هیئت وزیران به عنوان مرکز دهستان رودبال انتخاب گردید.
مردم بومی گرم آباد فارسی زبان(تاجیک ها و باصری ها) می باشند.

## تاریخچه
برخی بر این باورند که نام روستای گرم‌آباد در ایران باستان «گبرآباد» بوده و در مسیر تاریخی خود به «جرمابق» و سپس به «گرم‌آباد» تبدیل شده‌است. در حالی که نام تاریخی این روستا گرمابَگ بوده‌است و از آن‌جا که پس از ورود اعراب به ایران و عدم امکان تلفظ حروف «پ، چ، ژ، و گ» در نوشته‌ها، بسیاری از نام‌های ویژهٔ کسان، شهرها، و روستاها دستخوش دگرگونی شد. همچنین در برخی جاها حرف «ک» نیز می‌توانسته به ق یا ه تبدیل شود برای نمونه: نام «سوره» به سورمق، ابرکوه به ابرقو، کهستان به قهستان و گرمابگ به جرمابق تبدیل گردید
اطراف این روستا را تپه‌ها و کوه‌هایی که در برخی از آن‌ها آثار باستانی فراوانی نیز وجود دارد فرا گرفته‌است. در کمرگاه شمالی این روستا تعدادی استودان که قدمت آن‌ها به دوران ساسانیان بازمی‌گردد وجود دارد که در پایین یکی از آن‌ها به خط پهلوی ساسانی نوشته‌ای که متن آن «این قبر است» بوده تا چندی پیش وجود داشته‌است. این نوشته را که دکتر امامی «مدیر کاوش‌های تخت جمشید» سالیان پیش از انقلاب در سفر به آن‌جا مشاهده کرده دیگر نمی‌توان یافت و تقریباً محو شده‌است. از آن‌جا که تعداد این استودان‌ها ۴۰ عدد است در میان مردم محلی روستای گرم‌آباد، این محل به نام ۴۰ تاقچه معروف است. در لغت نامهٔ دهخدا ذیل عنوان جرمابق آمده است:

مؤلف مرآت البلدان آرد: از قرای بلوک خفرک و مرودشت فارس است. طول جلگه این بلوک از شمال بجنوب تخمیناً نه فرسخ و عرض آن پنج فرسخ است در بعضی قرای این بلوک حمام بنا شده و در اکثر قرای آن مسجد بنا کرده‌اند. (از مرآت البلدان ج ۴ ص ۲۲۱). دهی‌است از دهستان مرودشت از بخش زرقان شهرستان شیراز. این ده در پنجاه و سه هزارگزی شمال زرقان، در کنار راه فرعی مرودشت به ابرج در دامنه قرار دارد. محلی‌است معتدل و مالاریایی و ۵۳۰ تن سکنه شیعی مذهب و فارسی زبان دارد. آب آن از رودخانه سیوند تأمین می‌شود؛ و محصول آن چغندر و شغل اهالی زراعت است.

## آثار تاریخی گرم‌آباد و اطراف آن
استودان‌های گرم‌آباد مربوط به دورهٔ ساسانیان است و در شهرستان مرودشت، بخش مرکزی، روستای گرم‌آباد واقع شده و این اثر در تاریخ ۲۲ مرداد ۱۳۸۴ با شمارهٔ ثبت ۱۳۳۴۹ به‌عنوان یکی از آثار ملی ایران به ثبت رسیده‌است.
بند و بست گرم آباد نیز مربوط به دورهٔ ساسانیان است و در شهرستان مرودشت، بخش مرکزی، دهستان رودبال، ۱ کیلومتری جنوب روستای گرم آباد واقع شده و این اثر در تاریخ ۳۰ بهمن ۱۳۸۶ با شمارهٔ ثبت ۲۰۸۸۷ به‌عنوان یکی از آثار ملی ایران به ثبت رسیده‌است.
محوطه قلعه امامزاده سید علی مربوط به سده‌های نخستین دوران‌های تاریخی پس از اسلام است و در شهرستان مرودشت، بخش مرکزی، دهستان رودبال، شمال غربی روستای گرم آباد واقع شده و این اثر در تاریخ ۳۰ بهمن ۱۳۸۶ با شمارهٔ ثبت ۲۰۸۹۱ به‌عنوان یکی از آثار ملی ایران به ثبت رسیده‌است.
بقایای آسیاب گرم آباد مربوط به سده‌های آخر دوران‌های تاریخی پس از اسلام است و در شهرستان مرودشت، بخش مرکزی، دهستان رودبال، روستای گرمه‌آباد، شمال امامزاده سید علی واقع شده و این اثر در تاریخ ۳۰ بهمن ۱۳۸۶ با شمارهٔ ثبت ۲۰۸۲۴ به‌عنوان یکی از آثار ملی ایران به ثبت رسیده‌است.
گوردخمه گرم‌آباد || قدمت: ساسانی || شمارهٔ ثبت: ۲۰۹۴۹ || تاریخ ثبت: ۱۳۸۶/۱۱/۳۰ || نشانی: شهرستان مرودشت، بخش مرکزی، دهستان رودبال، شرق روستای گرم آباد، محلهٔ بنیاد.